# 1902 au cinéma
| Années du cinéma : 1899 - 1900 - 1901 - 1902 - 1903 - 1904 - 1905    |
| Décennies du cinéma : 1870 - 1880 - 1890 - 1900 - 1910 - 1920 - 1930 |

Cet article présente les faits marquants de l'année 1902 au cinéma.

## Évènements
- Léon Gaumont laisse sa collaboratrice Alice Guy tourner dans les studios des Buttes-Chaumont, des saynètes naïves, burlesques, parfois galantes.

## Principaux films de l'année

### France
- 10 mai : Projection du Voyage dans la lune de Georges Méliès, premier film de science-fiction.
- 10 août : Le Couronnement du roi Édouard VII, réalisé par Georges Méliès, est présenté à la cour du Royaume-Uni.

- Sage-femme de première classe ou la Naissance des enfants d'Alice Guy.
- Samson et Dalila de Ferdinand Zecca.

### États-Unis
- Février : La Vie d’un pompier américain, premier film composé de scènes d’actualité d’Edwin Stanton Porter pour la firme Edison.

### Japon
- Promenade sous les feuillages de l'érables / Momiji-gari par  Shibata Tsunekichi

## Principales naissances
- 6 mai : Max Ophüls, né Maximilian Oppenheimer, réalisateur de cinéma franco-allemand († 26 mars 1957).
- 1er juillet : William Wyler, cinéaste américain d'origine suisse († 27 juillet 1981).
- 5 août : Albert Valentin, scénariste et réalisateur belge († 13 avril 1968).
- 22 août : Leni Riefenstahl, actrice et réalisatrice allemande († 8 septembre 2003).
- 10 novembre : Erast Garine, acteur et réalisateur soviétique, († 4 septembre 1980).
- 18 novembre : Franklin Adreon, réalisateur américain († 10 septembre 1979).